# Biatlon op de Olympische Winterspelen 2006 - Estafette vrouwen
De estafette vrouwen tijdens de Olympische Winterspelen 2010 vond plaats op donderdag 23 februari 2006. De wedstrijd ging over 4×6 kilometer.
Bij de 4 x 6 kilometer voor de vrouwen kwam de Russische inzending met een gewijzigd team aan de start. De startloopster Anna Bogali verving de dopingzondaar Olga Pyleva, deze verandering verzwakte het team echter niet. Pyleva ging goed van start en lag al snel op een ruime voorsprong, deze voorsprong gaven de Russinnen niet meer uit handen. Het grootste verschil werd gemaakt door het schieten. Rusland miste van de veertig schoten er slechts twee, terwijl de uiteindelijke nummer twee Duitsland in totaal acht keer miste. De voorsprong bij de start voor de slotloopster Akhatova was zo groot dat zij het rustig aan kon doen. Frankrijk legde beslag op de bronzen medaille.
| Titelverdedigsters | Apel, Disl, Henkel, Wilhelm | Duitsland |
| ------------------ | --------------------------- | --------- |

## Uitslag
| Rang   | Biatletes                                       | Land             | Tijd      |
| ------ | ----------------------------------------------- | ---------------- | --------- |
| Goud   | Bogaliy, Ishmouratova, Zajtseva, Akhatova       | Rusland          | 1:16:12.5 |
| Zilver | Glagow, Henkel, Apel, Wilhelm                   | Duitsland        | + 50.7    |
| Brons  | Peretto, Baverel-Robert, Becaert, Bailly        | Frankrijk        | + 2:26.2  |
| 4      | Ivanova, Nazarova, Ananko, Zubrilova            | Wit-Rusland      | + 3:07.1  |
| 5      | Berger, Poirée, Andreassen, Tjørhom             | Noorwegen        | + 3:21.9  |
| 6      | Gregorin, Mali, Grudicek, Brankovic             | Slovenië         | + 3:43.2  |
| 7      | Palka, Gwizdon, Ponikwia, Grzywa                | Polen            | + 4:16.8  |
| 8      | Filipova, Popova, Nikoultchina, Dafovska        | Bulgarije        | + 4:26.2  |
| 9      | Yingchao Kong, Ribo Sun, Qiao Yin, Xianying Liu | China            | + 5:31.2  |
| 10     | Murinova, Pavkovcekova, Halinarova, Mihokova    | Slowakije        | + 5:43.0  |
| 11     | Chvostenko, Petrova, Lemesj, Jefremova          | Oekraïne         | + 5:43.0  |
| 12     | Ponza, S. Santer, N. Santer, Ertl               | Italië           | + 6:30.2  |
| 13     | Holubcova, Faltusova, Rezlerova, Vejnarova      | Tsjechië         | + 8:02.3  |
| 14     | Plotogea, Tofalvi, Purdea, Rusu                 | Roemenië         | + 9:00.8  |
| 15     | Steer, T. Barnes, L. Barnes, Treacy             | Verenigde Staten | + 9:07.8  |